# Brayan Villalobos
Brayan Jacob Villalobos Gutiérrez (sinh ngày 11 tháng 6 năm 1998) là một cầu thủ bóng đá người México thi đấu ở vị trí Tiền đạo cho Cafetaleros de Tapachula.